# Alain Refalo
Alain Refalo, né le 28 janvier 1964, est professeur des écoles dans la Haute-Garonne (France). Il est un militant actif de la non-violence.

## Biographie
Alain Refalo est surtout connu pour avoir participé au lancement du mouvement des enseignants-désobéisseurs de l'école primaire, avec la publication de sa lettre "En conscience, je refuse d'obéir", adressée à son inspecteur le 6 novembre 2008. Un mouvement de résistance pédagogique, inédit dans son ampleur, (3 000 enseignants-désobéisseurs) s'était alors développé contre les réformes gouvernementales sur l'école initiées par le ministre de l'Éducation Nationale, Xavier Darcos.
En 2009, l'inspection académique dont il dépend le sanctionne de 28 jours de retraits de salaire, d'un refus de promotion, ainsi que d'un abaissement d'échelon (sanction disciplinaire),. Ayant effectué un recours auprès du CSFPE (Conseil Supérieur de la Fonction Publique de l'État), celui-ci jugera la sanction disciplinaire « disproportionnée » et recommandera à l'inspection académique de la Haute-Garonne de la transformer en blâme. L'inspecteur d'académie ne suivra pas cette recommandation.
Militant de la non-violence, Alain Refalo a été objecteur de conscience au service militaire et a effectué un service civil de 1985 à 1987 dans une association militant pour le désarmement nucléaire. Il est membre du Mouvement pour une alternative non-violente (MAN) et a été directeur de publication de la revue trimestrielle Alternatives non-violentes (2006-2013). Membre de l'Institut de recherche sur la résolution non-violente des conflits (IRNC), il a publié, en 1988, une étude sur La place et le rôle des associations dans une stratégie de défense civile non-violente.
En 2003, il a participé à la fondation du Centre de ressources sur la non-violence de Midi-Pyrénées et a été l'un des organisateurs du Festival Camino Agir pour la non-violence (2006, 2009 à Tournefeuille (31)).
Admirateur de Tolstoï, il a publié Tolstoï, la quête de la vérité (Desclée de Brouwer, 1997) et a réédité aux éditions du Passager Clandestin le maître livre de Tolstoï sur la non-violence, Le Royaume des cieux est en vous (2010).
Membre d'Europe Écologie Les Verts à partir de 2010, il a été candidat aux élections législatives de juin 2012 dans la sixième circonscription de la Haute-Garonne. Il a été conseiller municipal d'opposition à la ville de Colomiers (31) de 2015 à 2020. En décembre 2015, après les élections régionales, il quitte EELV en dénonçant la manière dont se sont déroulées les alliances d'entre-deux tours et l'inféodation au PS.
Depuis 2015, il publie régulièrement des articles sur la non-violence et la désobéissance civile sur le Blog Non-violence, Écologie et Résistances.
En 2018, Alain Refalo lance une pétition pour la suppression du défilé militaire du 14 juillet. Il appelle à suivre la proposition de Théodore Monod d'organiser un défilé des forces vives de la société civile (enseignants, cheminots, infirmières, etc.).
Depuis 2022, il est l'un des porte-paroles du Mouvement pour une alternative non-violente (MAN).

## Publications
- Tolstoï, la quête de la vérité, Desclée de Brouwer, 1997  (ISBN 2-220-04013-5)
- En conscience je refuse d'obéir, Résistance pédagogique pour l'avenir de l'école, Ilots de Résistance, 2010  (ISBN 978-2-917088-04-3)[11]
- Résister et enseigner de façon éthique et responsable, Golias, 2011  (ISBN 9782354721206)
- Résister à la déshumanisation de l'école, Adresse aux professeurs des écoles, Chapître.com, 2021  (ISBN 979-10-290-1172-6)
- Démilitariser la France, Plaidoyer pour un pays acteur de paix, Chronique Sociale, 2022  (ISBN 978-2-36717-847-9)
- Subversive non-violence ! Chroniques pour réenchanter nos luttes et nos vies, TheBookEdition.com, 2022  (ISBN 978-2-9582-7130-5)
- Jean-Marie Muller, penseur et acteur de la non-violence, Centre de ressources sur la non-violence de Midi-Pyrénées, Collection Culture de non-violence, 2022  (ISBN 978-2-9521636-6-8)
- Le paradigme de la non-violence, Itinéraire historique, sémantique et lexicologique, Chronique Sociale, 2023  (ISBN 978-2-36717-906-3)